# Émetteur (communication)
Pour les articles homonymes, voir Émetteur.

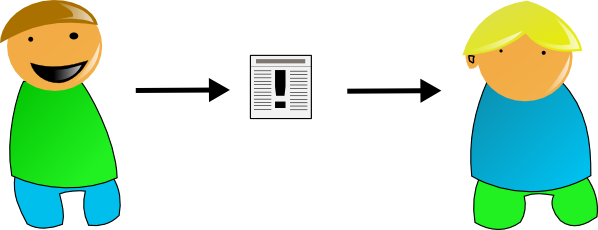
Communication du type émetteur - message - récepteur.

La communication verbale peut se définir comme l'émission de mots, porteurs de sens (ici un arbre) entre un locuteur et un interlocuteur.

Dans les domaines de la linguistique et de la communication, un émetteur ou destinateur est une personne ou une entité qui crée un message - et souvent le conceptualise au moyen de signes linguistiques  - et le transmet ensuite à un récepteur ou destinataire par le canal d'un média.
En linguistique de l'énonciation, on parle également d'énonciateur ou de sujet de l'énonciation.